# Ferran de Borbó-Dues Sicílies (duc de Calàbria)
Ferran de Borbó-Dues Sicílies   (Roma, 25 de juliol de 1869 - Lindau, 7 de gener de 1960) Ferran de Borbó-Dues Sicílies, duc de Calàbria. Príncep de les Dues Sicílies amb el tractament d'altesa reial que des de l'any 1934 fins a la seva mort fou cap de la Casa Reial de les Dues Sicílies.

## Biografia
Nascut a la ciutat de Roma el dia 25 de juny de 1869, sent fill del príncep Alfons de Borbó-Dues Sicílies i de la princesa Maria Antonieta de Borbó-Dues Sicílies. El duc de Calàbria era net per via paterna del rei Ferran II de les Dues Sicílies i de l'arxiduquessa Maria Teresa d'Àustria i per via materna del príncep Francesc de Borbó-Dues Sicílies i de l'arxiduquessa Maria Isabel d'Àustria-Toscana.
Primogènit d'Alfons de Borbó-Dos Sicilias i Àustria i de María Antonieta de Borbó-Dos Sicilias, nét del rei Ferran II de les Dues Sicilias. Va portar el títol de Duc de Calàbria. Va contreure núpcies amb la princesa María de Baviera, filla del rei Lluís III i l'arxiduquessa María Teresa d'Àustria-Aquest (per tant neboda de la reina María Cristina d'Espanya), el 31 de maig de 1897 a Munic, es van establir en la cort bavaresa, i varen tenir sis fills:
- SAR la princesa Maria Antonienta de Borbó-Dues Sicílies, nascuda a Madrid el 1898 i morta a la ciutat suïssa de Winterthur el 1957.

- SAR la princesa Maria Cristina de Borbó-Dues Sicílies, nascuda a Madrid el 1899 i morta a Quito el 1985. Esdevingué primera dama de l'Equador en casar-se amb el president Manuel Sotomayor-Luna

- SAR el príncep Roger de Borbó-Dues Sicílies, duc de Noto, nat al Sardinero de Santander el 1901 i mort a Múnic el 1914.

- SAR la princesa Bàrbara de Borbó-Dues Sicílies, nada a Múnic el 1902 i morta a Perterswaldau el 1927. Es casà el 1922 amb el comte zu Stolberg-Wernigerode.

- SAR la princesa Llúcia de Borbó-Dues Sicílies, nada al castell de Nympenburg el 1908 i morta a Sao Pauo el 2001. Es casà amb el príncep Eugeni de Savoia-Gènova.

- SAR la princesa Urraca de Borbó-Dues Sicílies, nada al Castell de Nymphenburg el 1913 i morta a Sigmaringen el 1999.

Ferran es dedicà a la reforma de les lleis internes de la Casa reial de les Dues Sicílies, entre les quals destaquen les que modernitzaren els estatuts de l'Ordre Constantiniana de Sant Jordi.
El duc de Calàbria entregà part dels històrics arxius de la Casa de les Dues Sicílies a l'estat italià.
A la seva mort s'inicià una important disputa per ocupar el càrrec de cap de la casa de les Dues Sicílies entre el príncep Rainier de Borbó-Dues Sicílies que defensava el seu dret a successor basant-se en la renúncia del seu germà gran, Carles de Borbó-Dues Sicílies; i Alfons de Borbó-Dues Sicílies, que reclamava els seus drets sobre la base del matrimoni morganàtic de Rainier. La casa reial espanyola, de qui és una branca secundària la casa reial de les Dues Sicílies, es posicionà a favor d'Alfons, cunyat i cosí del comte de Barcelona.

## Ordres i ocupacions

### Ordres
- Gran mestre de la Sagrada Ordre Constantiniana de Sant Jordi. (1934-1960, casa de Borbó-Dues Sicilias)[2]
- Caballero de l'orde de San Huberto.[3] (1896,) Regne de Baviera
- Caballero gran creu de l'Orde de Carles III.[4] (21 de gener de 1901,) Espanya, 1785

### Ocupacions
- Coronel propietari (Inhaber) del Regiment nº 8 d'artilleria de l'Exèrcit real bavarès.[5]
- Comandant honorari del Cos d'Estat Major de l'Exèrcit espanyol.[6]